# Naturpark Stromberg-Heuchelberg
Der Naturpark Stromberg-Heuchelberg ist rund 408 km² groß und Teil der Landkreise Ludwigsburg, Heilbronn, Karlsruhe und Enzkreis, wobei der Landkreis Ludwigsburg den größten Anteil hat. Der Naturpark ist geprägt durch die beiden Höhenzüge Stromberg und Heuchelberg. Geologisch gehört der Naturpark zum Keuperbergland. Die südlichen Hänge des Strombergs sind für den Weinbau geeignet. Durch den Naturpark führen zahlreiche Wanderwege. Ein Großteil der Fläche ist bewaldet.
Ein etwa 20 Hektar großes Waldstück auf der Gemarkung Bretten wurde auf Antrag der Stadt Bretten aus dem Naturpark herausgenommen, die Fläche abgeholzt und steht nun als Erweiterung des Gewerbegebietes Gölshausen zur Verfügung. 2004 wurden gegen dieses Vorhaben 6000 Unterschriften von der „Initiative Rüdtwald“ gesammelt, die sich für den Erhalt des dort besonders ökologisch wertvollen Mischwaldes einsetzt.
Im Mai 2009 wurde am Zaberfelder Stausee Ehmetsklinge das neue Naturparkzentrum eröffnet, das als zentrale Anlaufstelle für Besucher dient. Es beherbergt die Geschäftsstelle und eine Erlebnisausstellung. Unter dem Motto „Wein. Wald. Wohlfühlen.“ informiert die Ausstellung über die verschiedenen Facetten der Region und die Sehenswürdigkeiten im Naturpark.
Mit einer Änderungsverordnung vom September 2020 wurde die Fläche durch Einbezug des kompletten Gemeindegebiets von Brackenheim, Cleebronn, Güglingen, Pfaffenhofen (alle Landkreis Heilbronn) und Oberderdingen (Landkreis Karlsruhe) sowie um eine Fläche bei Sulzfeld um insgesamt rund 8000 ha vergrößert.

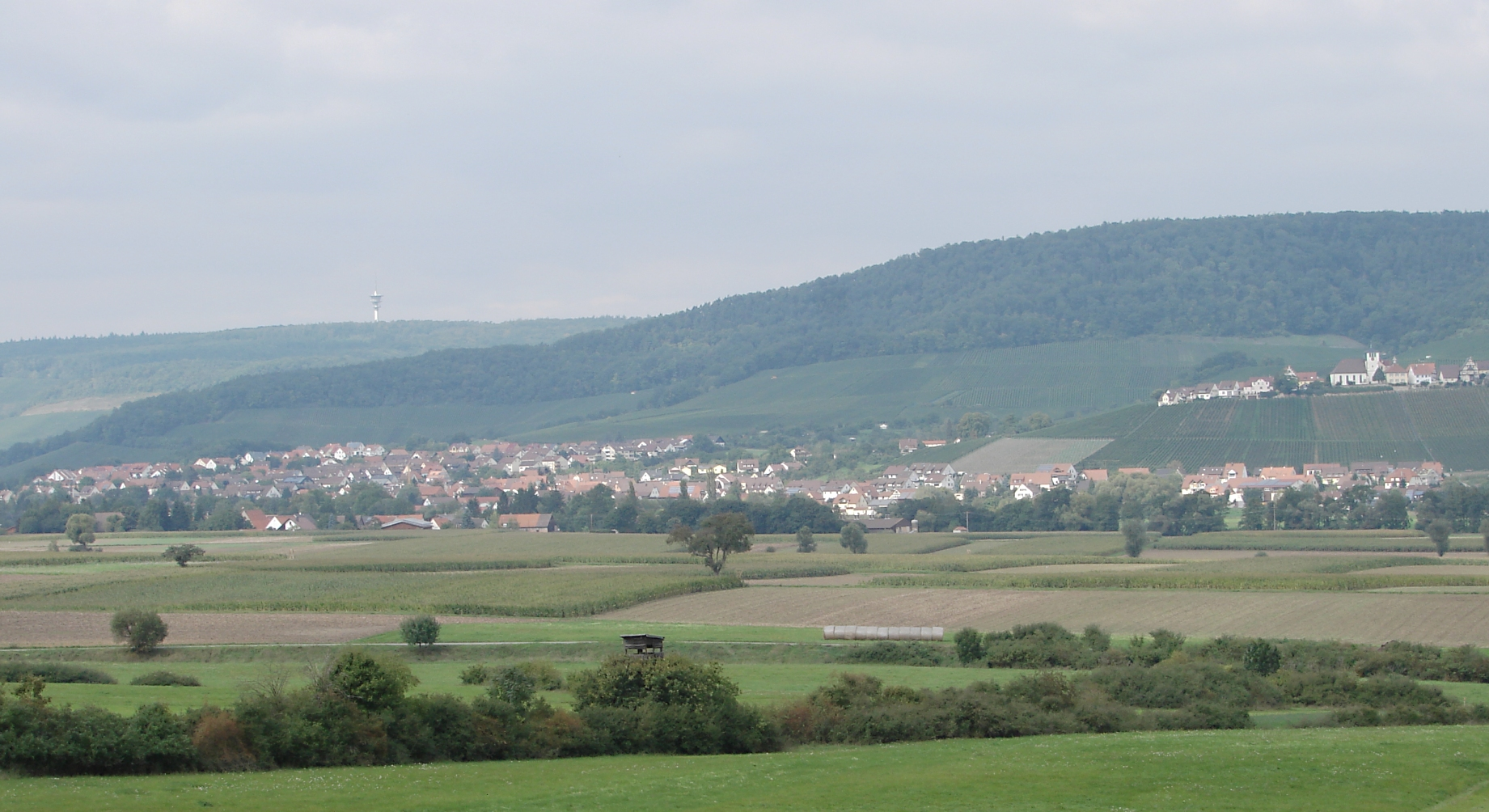
Hohenhaslach am Stromberg
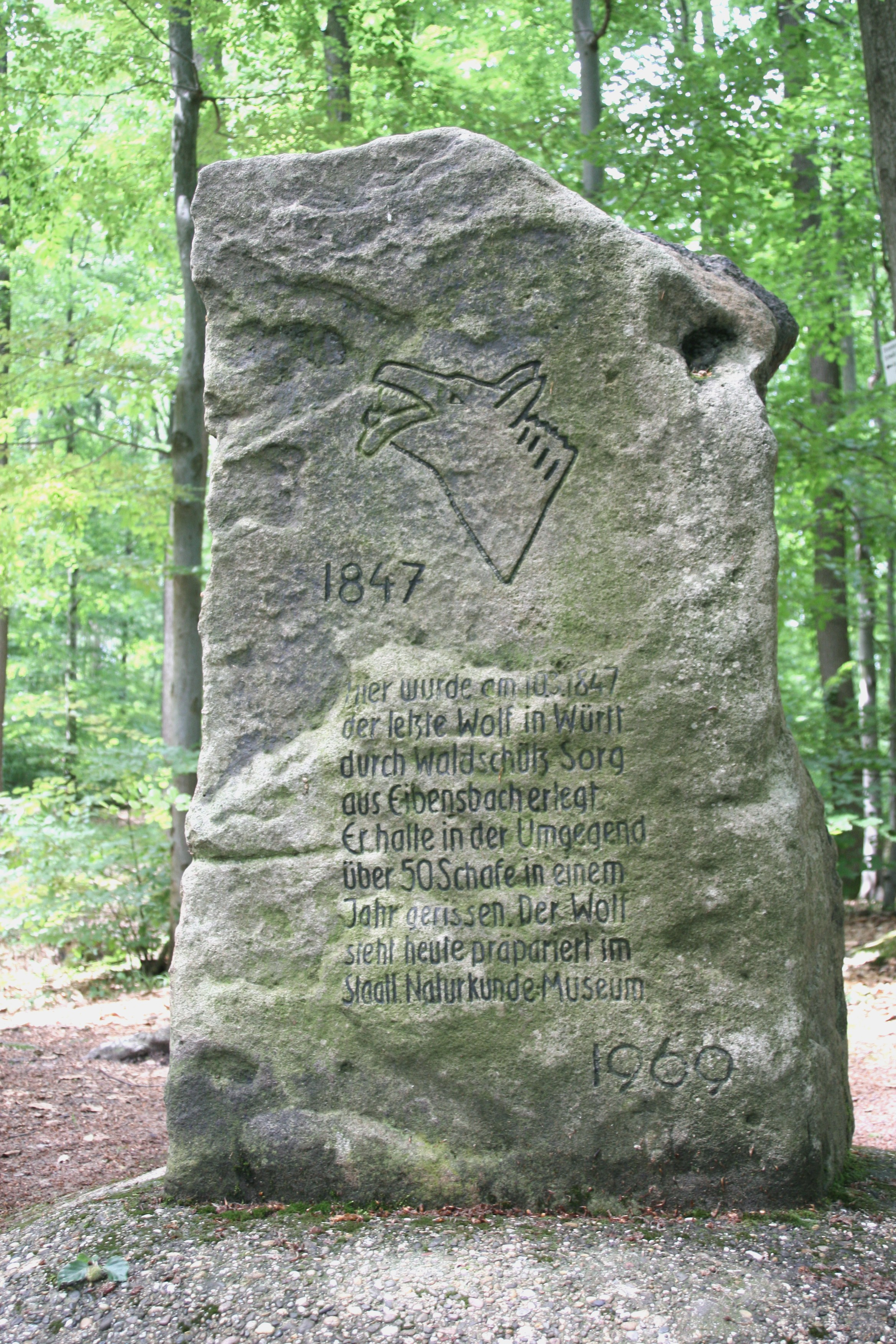
Wolfsstein im Stromberg